# Daniel Rodriguez (muay thai)
Daniel Rodriguez (Zúrich, Suiza; 30 de junio de 1998), también conocido como Dani Rodriguez, es un peleador de Muay Thai suizo-dominicano. Es el actual campeón de Peso Súper Wélter del Rajadamnern Stadium.

## Carrera de Muay Thai
En 2019, Rodriguez viajó a Tailandia a entrenar en el Sitchefboontham camp. Peleó tres veces en el año, ganando todas las peleas por KO en el Rajadamnern Stadium.
El 21 de agosto de 2021, Rodriguez enfrentó a Valentin Thibaut por el título europeo de WBC Muay Thai en Fight Time en Suiza. Ganó la pelea y el título por decisión.
El 1 de junio de 2022, Rodriguez enfrentó a Saenpon Petchphachara por el título vacante de 154 libras del Rajadamnern Stadium. Ganó la pelea y se convirtió en el 13.º peleador no-tailandés en ostentar un cinturón del Rajadamnern Stadium.
El 9 de septiembre de 2022, Rodriguez enfrentó a Yodwicha Por Boonsit en la segunda ronda de Rajadamnern World Series. En una gran sorpresa, Rodriguez ganó la pelea por decisión dividida. Luego de esta victoria, Rodriguez fue posicionado como el peleador de Muay Thai #1 en el mundo en 154 libras por World Muaythai Organization y WBC Muay Thai.

## Campeonatos y logros
- Rajadamnern Stadium
  - Campeonato de Peso Súper Wélter (154 libras) de Rajadamnern Stadium de 2022
  - Ganador del World Series de 154 libras del Rajadamnern World Series de 2022 y Premio de Mejor Peleador de RWS

- World Boxing Council Muay Thai
  - Campeonato Sueco de -63.5 kg de WBC Muay Thai de 2016
  - Campeonato Europeo de 154 libras de WBC Muay Thai

## Récord en Muay Thai
| Récord en Muay Thai                                                                       | Récord en Muay Thai | Récord en Muay Thai       | Récord en Muay Thai                      | Récord en Muay Thai | Récord en Muay Thai                 | Récord en Muay Thai | Récord en Muay Thai |
| ----------------------------------------------------------------------------------------- | ------------------- | ------------------------- | ---------------------------------------- | ------------------- | ----------------------------------- | ------------------- | ------------------- |
| 44 Victorias (20 (T)KOs), 1 Derrota                                                       |                     |                           |                                          |                     |                                     |                     |                     |
| Fecha                                                                                     | Resultado           | Oponente                  | Evento                                   | Localización        | Método                              | Ronda               | Tiempo              |
| 31-08-2024                                                                                | Victoria            | Rasising AyothayaFightGym | Rajadamnern World Series - Group Stage   | Bangkok, Tailandia  | KO (Gancho de Derecha)              | 2                   | 1:15                |
| 27-07-2024                                                                                | Victoria            | Thananchai Sitsongpeenong | Rajadamnern World Series - Group Stage   | Bangkok, Tailandia  | Decisión (Unánime)                  | 3                   | 3:00                |
| 21-10-2023                                                                                | Victoria            | Sornkhaw Sitkamnanlue     | Rajadamnern World Series                 | Bangkok, Tailandia  | KO (Cross de Izquierda)             | 1                   | 2:13                |
| Defendió el título de Peso Súper Weltér (154 libras) del Rajadamnern Stadium.             |                     |                           |                                          |                     |                                     |                     |                     |
| 09-09-2023                                                                                | Derrota             | Yodwicha Por Boonsit      | Rajadamnern World Series - Final 4       | Bangkok, Tailandia  | Decisión (Unánime)                  | 3                   | 3:00                |
| 05-08-2023                                                                                | Victoria            | Artem VenumMuayThai       | Rajadamnern World Series - Group Stage   | Bangkok, Tailandia  | Decisión (Unánime)                  | 3                   | 3:00                |
| 01-07-2023                                                                                | Victoria            | Brad Stanton              | Rajadamnern World Series - Group Stage   | Bangkok, Tailandia  | Decisión (Unánime)                  | 3                   | 3:00                |
| 27-05-2023                                                                                | Victoria            | Thananchai Sitsongpeenong | Rajadamnern World Series - Group Stage   | Bangkok, Tailandia  | Decisión (Dividida)                 | 3                   | 3:00                |
| 23-12-2022                                                                                | Victoria            | Yodwicha Por Boonsit      | Rajadamnern World Series - Final         | Bangkok, Tailandia  | Decisión (Dividida)                 | 5                   | 3:00                |
| Ganó el título de Peso Súper Wélter (154 libras) de World Series del Rajadamnern de 2022. |                     |                           |                                          |                     |                                     |                     |                     |
| 2022-11-18                                                                                | Victoria            | Satanfah Sitsongpeenong   | Rajadamnern World Series - Semi Final    | Bangkok, Tailandia  | TKO (Golpes)                        | 1                   | 2:45                |
| 2022-10-14                                                                                | Victoria            | Parham Gheirati           | Rajadamnern World Series                 | Bangkok, Tailandia  | TKO (Paro Médico)                   | 3                   |                     |
| 2022-09-09                                                                                | Victoria            | Yodwicha Por Boonsit      | Rajadamnern World Series                 | Bangkok, Tailandia  | Decisión (Dividida)                 | 3                   | 3:00                |
| 2022-08-05                                                                                | Victoria            | Rungrat Pumpanmuang       | Rajadamnern World Series                 | Bangkok, Tailandia  | KO (Golpes)                         | 2                   | 1:05                |
| 2022-06-01                                                                                | Victoria            | Saenpon Petchphachara     | Muay Thai Palangmai, Rajadamnern Stadium | Bangkok, Tailandia  | Decisión                            | 5                   | 3:00                |
| Ganó el título vacante de 154 libras del Rajadamnern Stadium.                             |                     |                           |                                          |                     |                                     |                     |                     |
| 2022-04-27                                                                                | Victoria            | Domenico Naswetter        | Sor.Sommai, Rajadamnern Stadium          | Bangkok, Tailandia  | KO                                  | 2                   |                     |
| 2022-03-30                                                                                | Victoria            | Palangnum PhuketAirport   | Sor.Sommai, Rajadamnern Stadium          | Bangkok, Tailandia  | TKO (Rodillazo Volador y Puñetazo)  | 3                   |                     |
| 2021-12-18                                                                                | Victoria            | Brahim Akrour             | Zurcher Kampfnacht                       | Zúrich, Suiza       | KO (Middle Kick y Golpes al Cuerpo) | 1                   |                     |
| 2021-08-21                                                                                | Victoria            | Valentin Thibaut          | Fight Time X                             | Recherswil, Suiza   | Decisión (Unánime)                  | 5                   | 3:00                |
| Ganó el título europeo vacante de 154 libras de WBC MuayThai.                             |                     |                           |                                          |                     |                                     |                     |                     |
| 2020-08-22                                                                                | Win                 | Mathieu Tavares           | Fight Time                               | Recherswil, Suiza   | Decisión                            | 5                   | 3:00                |
| 2020-02-01                                                                                | Victoria            | Sabri Sadouki             | GVA Fight Night 2                        | Ginebra, Suiza      | KO (Patada a la Cabeza)             | 2                   |                     |
| 2019-06-29                                                                                | Victoria            | Florian Bréau             | Fight Time                               | Zúrich, Suiza       | TKO                                 | 2                   |                     |
| 2019-04-28                                                                                | Victoria            | Yodkhunsuk Muangsima      | Chujaroen, Rajadamnern Stadium           | Bangkok, Tailandia  | TKO (Patadas Bajas)                 | 2                   |                     |
| 2019-04-01                                                                                | Victoria            | Mike Sor.Poolsawat        | Chujaroen, Rajadamnern Stadium           | Bangkok, Tailandia  | KO (Codazo Giratorio)               | 4                   |                     |
| 2019-03-06                                                                                | Victoria            | Amery Chuwattana          | Chujaroen, Rajadamnern Stadium           | Bangkok, Tailandia  | KO                                  | 1                   |                     |
| 2018-11-03                                                                                | Victoria            | Bruno Pineiro             | Superfight 13                            | Zúrich, Suiza       | Decisión                            | 3                   | 3:00                |
| 2017-12-08                                                                                | Victoria            | Rit Kaewsamrit            | Fight Night                              | Dietikon, Suiza     | Decisión                            | 3                   | 3:00                |
| 2017-09-30                                                                                | Victoria            | Thibaut Arias             | Zurcher Kampfnacht                       | Zúrich, Suiza       | TKO (Paro Médico)                   | 1                   |                     |
| 2017-01-07                                                                                | Victoria            | Ruslan Toktharov          | Fight Time VI                            | Recherswil, Suiza   | Decisión                            | 3                   | 3:00                |
| 2016-07-09                                                                                | Victoria            | Antonin Marconi           | Fight Time V                             | Recherswil, Suiza   | TKO (Paro Médico)                   | 2                   |                     |
| 2016-02-27                                                                                | Victoria            | Guillaume Pascal          | Road to Bangkok IV                       | Cernier, Suiza      | Decisión                            | 3                   | 3:00                |
| 2015-12-05                                                                                | Victoria            | Alexander Epp             | Swiss Las Vegas, Final                   | Spreitenbach, Suiza | KO                                  | 1                   |                     |
| 2015-12-05                                                                                | Victoria            | Dennis Haddad             | Swiss Las Vegas, Semi Final              | Spreitenbach, Suiza | Decisión                            | 3                   | 3:00                |
| 2015-11-07                                                                                | Victoria            | Guillaume Galster         | Muaythai Superfight                      | Zúrich, Suiza       | TKO (Paro del Réferi/Rodillazos)    | 1                   |                     |
| 2015-04-30                                                                                | Victoria            | Thomas Lelièvre           | Road to Bangkok III                      | Cernier, Suiza      | Decisión                            | 3                   | 3:00                |
| 2015-04-11                                                                                | Victoria            | Zammim Ayubi              | Warrior Challenge                        | Zúrich, Suiza       | Decisión                            | 3                   | 3:00                |
| 2015-02-                                                                                  | Victoria            | Bandera de Suiza          |                                          | Zúrich, Suiza       |                                     |                     |                     |
| 2014-11-08                                                                                | Victoria            | Valdrin Igrishta          | Natthapong SUPER FIGHT NIGHT             | Zúrich, Suiza       | Decisión                            | 3                   | 3:00                |
| 2014-09-06                                                                                | Victoria            | Bandera de Suiza          | Warrior Challenge                        | Zúrich, Suiza       |                                     |                     |                     |
| 2014-07-05                                                                                | Victoria            | Pascal Locher             | Thai Festival Bern 2014                  | Berna, Suiza        | Decisión                            | 3                   | 3:00                |